# 今出川実富
今出川 実富（いまでがわ さねとみ）は、室町時代前期の公卿。左大臣・今出川公行の子。官位は正二位・権大納言。

## 経歴
応永9年（1402年）従三位となり、公卿に列する。
以降累進して、参議・越中権守・権中納言を経て、応永20年（1413年）から応永28年（1421年）までにわたって権大納言を務めた。

## 系譜
- 父：今出川公行（1365-1421）
- 母：不詳
- 妻：不詳
  - 男子：今出川公富（1396-1421）
  - 次男：今出川教季（1425-1484）